# Sviloš
Sviloš (cyr. Свилош) – wieś w Serbii, w Wojwodinie, w okręgu południowobackim, w gminie Beočin. W 2011 roku liczyła 291 mieszkańców.